# 마크 사이크스
대령 태턴 벤베누토 마크 사이크스 경, 6대 준남작(1879년 3월 16일 ~ 1919년 2월 16일)은 잉글랜드인 여행가이자, 보수당 정치인이자, 외교 고문으로, 특히 제1차 세계 대전 당시 중동 문제에 관하여 활동했다.
그는 전쟁이 진행되는 동안 그레이트브리튼 아일랜드 연합왕국, 프랑스, 러시아 제국에 의한 오스만 제국 분할과 관련하여 체결된 사이크스–피코 협정과 연관되어 있으며, 밸푸어 선언의 주요 협상자였다.

## 어린 시절
런던 웨스트민스터에서 태어난 마크 사이크스는 당시 48세의 부유한 독신자였던 태턴 사이크스 5대 준남작이 자신보다 30살 어린 크리스티나 앤 제시카 캐번디시-벤팅크와 결혼하여 얻은 외동아들이었다. 여러 기록에 따르면 그의 장모는 태턴 사이크스 경을 크리스티나와 결혼하도록 사실상 함정에 빠뜨렸다고 한다. 그들은 불행한 부부였다고 전해진다. 아내의 빚을 갚는 데 막대한 돈을 쓴 후, 태턴 경은 신문에 그녀의 미래 빚에 대해 부인하고 법적으로 별거한다는 공지를 냈다.
사이크스 부인은 런던에 살았고, 마크는 그녀의 집과 아버지의 34,000에이커(120km2)에 달하는 이스트라이딩오브요크셔주 영지 사이를 오가며 시간을 보냈다. 그들의 거점은 슬레드미어 하우스였다. 사이크스 부인은 로마 가톨릭교회로 개종했고, 마크는 세 살 때부터 그 신앙을 따르게 되었다.
슬레드미어 하우스는 "황무지 사이에 공작령처럼 펼쳐져 있었으며, 길고 곧은 길을 통해 접근할 수 있었고, 숲 지대로 둘러싸여 있었으며, 크고 번성한 농장들에 둘러싸여 있었다... 사이크스 가문의 문장인 트라이튼으로 장식되어 있었으며... 웅장한 사각형 저택과 절묘한 교구 교회"가 있었다. 가족 농장에는 종마장도 있었는데, 태턴 사이크스 경은 그곳에서 귀한 아랍종을 사육했다.
마크 사이크스는 스스로에게 많은 것을 맡겨졌고 상상력을 키웠지만, 좋은 학자가 될 만한 자기 훈련은 부족했다. 그는 대부분의 겨울을 아버지와 함께 중동, 특히 오스만 제국을 여행했다.
사이크스는 예수회 뷰몬트 칼리지와 케임브리지 대학교 지저스 칼리지에서 교육을 받았다. 그는 옥스퍼드 대학교 지저스 칼리지를 졸업한 라이벌 토머스 에드워드 로런스와 달리 학위를 마치지 못했다. 25세가 되자 사이크스는 적어도 네 권의 책을 출판했다. D'Ordel's Pantechnicon (1904)은 그 시대 잡지의 패러디였고 (에드먼드 샌더스가 삽화를 그렸다); D'Ordel's Tactics and Military Training (1904)은 1896년 보병 훈련 교범의 패러디였으며 (역시 샌더스와 함께 작업했다); 그리고 두 권의 여행서, Dar-ul-Islam ('이슬람의 고향', 1904)과 Through Five Turkish Provinces (1900)가 있었다. 그는 또한 The Caliphs' Last Heritage: A Short History of the Turkish Empire도 썼는데, 이 책의 전반부는 오스만 제국까지의 중동 정치 지리에 대한 간략한 개요이며, 후반부는 1906년에서 1913년 사이에 저자가 소아시아와 중동을 여행한 기록이다.
그의 추모식에서 오랜 친구이자 외교관, 학자였던 오브리 허버트는 마크 사이크스 경을 애정 어린 시선으로 기억했다. "거품이 일 듯 활기찬 성격이었고, 모임을 파티로, 파티를 축제로 만들 수 있었다. 그는 아이디어로 넘쳐났고, 그의 열정으로 청중을 사로잡았다. 또한 그는 캐리커처와 흉내내기에 뛰어난 재능을 가지고 있었다... 마크 사이크스는 내가 만난 어떤 사람보다도 활력이 넘쳤다. 그와 함께 있으면 마치 생명의 샘에서 물을 받은 것 같은 기분이었다."

## 보어 전쟁, 여행 및 의회
막대한 요크셔 영지와 준남작 작위의 상속자였던 사이크스는 상속을 기다리는 것에 만족하지 않았다. 1897년 그는 그린 하워즈 3대대(민병대)에 임관했다. 사이크스는 제2차 보어 전쟁 동안 그린 하워즈 5대대와 함께 2년 동안 해외에 파견되었는데, 주로 경계 근무를 했지만 여러 차례 전투에 참가했다. 전쟁 후, 그는 1902년 2월 28일에 대위로 진급했으며, 같은 해 5월 15일에 영국으로 귀국하여 임명이 확정되었다. 그는 광범위하게 여행했으며, 특히 중동 지역을 많이 다녔다.
1904년부터 1905년까지 그는 아서 밸푸어 행정부의 마지막 해에 아일랜드 담당 장관, 조지 윈덤의 의회 비서로 재직했다. 그는 총리와 친구가 되었으며, 총리는 제1차 세계 대전 동안 외무장관으로 재직하면서 사이크스와 긴밀히 협력했다. 밸푸어에 의해 전근된 그는 1905-06년에 콘스탄티노플 주영 영국 대사관의 명예 무관으로 재직했으며, 이때부터 중동 국정에 대한 평생의 관심을 갖게 되었다.
사이크스는 슬레드미어 하우스에 시골 저택을 두고, 경주마를 사육하고, 치안판사로 재직하고, 민병대 부대를 창설하고 지휘하며, 명예 대령으로 제1 헐 라이플스 자원대대, 이스트요크셔 연대에서 복무하며, 사회적 의무를 다하는 전형적인 요크셔 스페인의 대귀족이었다. 그는 보수당 총무였던 엘던 고스트의 딸인 에디스 고스트와 결혼했는데, 그녀 역시 로마 가톨릭교도였다. 그들은 행복한 결혼 생활을 했고 여섯 명의 자녀를 두었다. 그중 두 자녀는 조각가 앤절라 사이크스와 작가 크리스토퍼 사이크스였다. 사이크스는 1913년에 준남작 작위와 영지를 물려받았다. 사이크스 부인은 제1차 세계 대전 동안 헐에 VAD 병원을 설립했다.

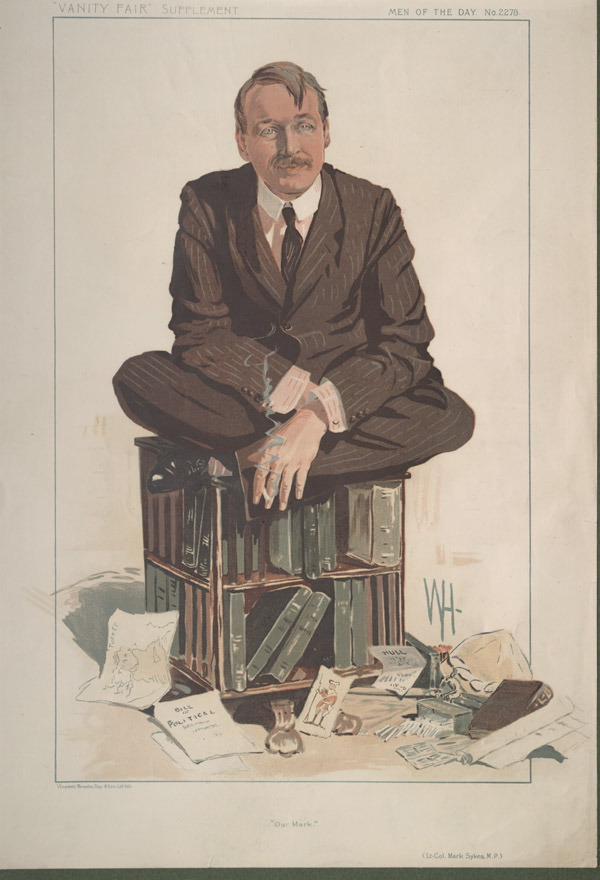
배니티 페어를 위해 월러스 헤스터가 그린 사이크스의 캐리커처, 1912년

두 차례의 실패 끝에, 사이크스는 1911년 킹스턴어폰헐 중앙을 대표하는 연합주의자로 의회에 선출되었다. 그는 다른 하원의원이자 F. E. 스미스, 1대 버켄헤드 백작의 동료였으며, 나중에 버켄헤드 경이 된 휴 세실 경과 가까워졌고, 힐레어 벨럭과도 동시대 사람이었다. 이스트라이딩의 치안판사였던 그는 군 의회 의원으로도 선출되었다.
사이크스는 중동 문제에 영향을 미친 또 다른 영국인 오브리 허버트의 친구였으며, 친아랍 외무부 고문이자 중동 여행가인 거트루드 벨과도 알고 지냈다. 사이크스는 벨이나 그녀의 친구인 토머스 에드워드 로런스 경, 퍼시 콕스 경만큼 아랍 대의의 확고한 옹호자는 아니었다. 그의 동정과 관심은 나중에 아르메니아인, 아랍인 및 유대인뿐만 아니라 튀르크족에게도 확장되었다. 이는 슬레드미어 하우스에 설치된 터키 방에 반영되어 있으며, 유명한 아르메니아 도예가 데이비드 오하네시안을 디자이너로 기용했다.
작가 H. G. 웰스는 1913년 출판된 리틀 워즈(Little Wars)의 부록에서, 미니어처 병사로 하는 워게임 취미에 관한 초기 출판물인데, "대령" 마크 사이크스와 자신의 취미 워게임을 어떻게 영국군이 하는 적절한 "크리그슈필"(Kriegspiel)로 전환하고 젊은 장교들의 훈련 보조 도구로 사용할 수 있는지에 대해 서신을 주고받았다고 언급했다. 이 부록은 이 새로운 목적을 위해 원래 규칙을 수정하고 추가하는 방법을 설명하고 있다.

## 키치너의 피후견인
1914년에 제1차 세계 대전이 발발하자, 중령 사이크스는 그린 하워즈 5대대 지휘관이었다. 그러나 그는 그들을 이끌고 전투에 나가지 않았는데, 그의 특별한 재능이 육군부 정보국에서 키치너 경의 보좌를 위해 필요했기 때문이다. 키치너는 사이크스를 모리스 드 분센 경의 중동 문제에 관한 내각 자문 위원회에 배치했다.
사이크스는 키치너를 잘 알지는 못했지만, 그들은 비슷한 견해를 공유했고 사이크스는 새로운 자신감을 얻었다. 그는 곧 위원회에서 지배적인 인물이 되었고, 따라서 영국 중동 정책에 큰 영향력을 행사했으며, 나중에 저명한 전문가가 되었다. 정보부를 위해 그는 아랍 독립을 촉진하고 튀르크 제국에 대한 반란을 부추기는 팸플릿을 썼다. 그는 키치너의 비서 보조관인 오스왈드 피츠제럴드 대령에게 소개되었다. 런던은 여전히 터키가 전투를 자제하거나 연합국 편에 서서 중앙 유럽 강국과 싸우도록 설득하기를 바랐다.
터키가 독일 제국과 함께 싸울 것이라고 외무영연방부에 알린 것은 사이크스의 정보였으며, 피츠제럴드가 편지로 키치너에게 전달했다. (터키는 1914년 11월에 교전국이 되었다.) 사이크스는 평생 요크 하우스에서 키치너를 한 번 잠깐 만났는데, 그 자리에서 토론할 요점 목록을 제시받았다. 사이크스의 조언은 분명했다. "터키는 존재해서는 안 된다... 완벽하게 망쳐서 돈과 식량을 주어야 한다.... 그러면 낙타에 대한 현상금을 제공할 수 있다... 전신 절연체에 대한 가격을 매기고... 헤자즈 철도 노선 중단에 대한 좋은 가격과 터키 마우저에 대한 좋은 가격, 그리고 터키군 탈영병에 대한 좋은 가격을 매길 수 있다... 가능하다면 헤자즈 철도 전체를 소란스럽게 만들고 다리를 파괴해야 한다."
사이크스의 선동으로, 그러나 그의 뜻대로만은 아니게, 외무영연방부는 1916년 1월 카이로에 아랍국을 설립했다. 사이크스는 초록색, 빨간색, 검은색, 흰색을 조합한 아랍 반란의 깃발을 디자인했다. 그의 디자인의 변형들은 나중에 요르단, 이라크, 시리아, 이집트, 수단, 쿠웨이트, 예멘, 아랍에미리트 및 팔레스타인의 깃발로 사용되었는데, 이집트를 제외하고는 제1차 세계 대전 이전에 독립 국가로 존재하지 않았다.
1916년 12월 로이드 조지 내각이 들어서자, 그는 전쟁 내각 사무국에 임명되었고, 프랑스 베르사유에 있는 최고 전쟁 위원회의 영국 섹션에 배정되었다.

## 영국의 전략적 딜레마

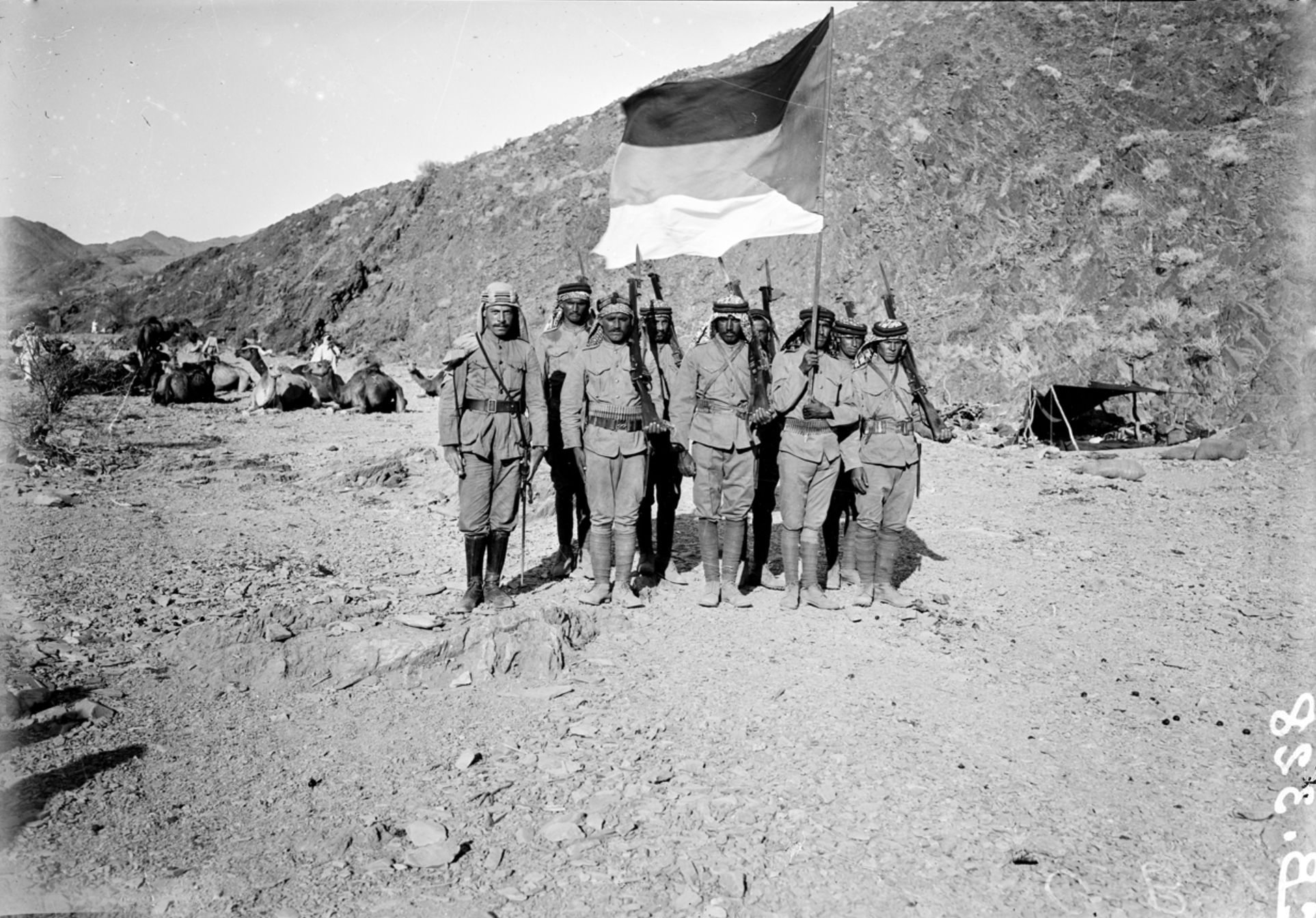
아랍 반란의 깃발을 든 소총수들

사이크스는 러시아 제국의 지중해 진출에 대한 완충 장치로서 오스만 튀르크를 지지하는 영국 보수당의 전통적인 정책에 오랫동안 동의했다. 영국은 러시아가 가장 중요한 식민지인 인도 제국에 눈독을 들이고 있다고 우려했다. 지중해에 러시아 해군 함대가 있다면 인도까지 이어지는 영국의 해상 항로를 끊을 수 있었다. 파머스턴, 디즈레일리, 솔즈베리와 같은 영국 정치가들은 이러한 견해를 가지고 있었다. 자유당 지도자 윌리엄 유어트 글래드스턴은 터키 정부에 대해 훨씬 더 비판적이었고, 그들의 잘못된 통치와 소수 민족, 특히 기독교인에 대한 주기적인 학살을 개탄했다. 자유당의 후계자인 데이비드 로이드 조지는 유럽의 '유럽의 환자'에 대해 점차 경멸적인 태도를 공유했다.
영국의 어려움을 가중시키는 요인으로, 프랑스는 팔레스타인을 포함하여 상당한 소수 민족이 거주하는 대시리아를 확보하려고 했다. 또 다른 동맹국인 이탈리아는 에게해 제도에 대한 권리를 주장하며 소아시아의 기독교 소수 민족에게 보호를 제공했다. 또한 러시아의 주장이 고려되어야 했는데, 특히 흑해에서 에게해로 이어지는 해협 통제와 튀르키예 아르메니아 및 흑해 연안의 폰투스 그리스인 기독교 인구 보호에 관한 것이었다. 그리스 왕국은 소아시아와 트라키아의 역사적인 비잔티움 영토를 탐냈는데, 이는 러시아, 이탈리아뿐만 아니라 터키의 주장과도 충돌했다. 그리스는 이미 서부 소아시아에 군대를 상륙시켜 에게해 연안 도시인 스미르나를 점령했다. 데이비드 로이드 조지는 그리스의 대의를 지지했다. 여기에 시온주의자들이 팔레스타인 지역에 독립적인 유대인 국가를 세우려는 열망이 복잡하게 얽혀 있었다.
사이크스는 런던에서 유럽을 가로질러 불가리아까지 6개월간 육로 여행을 떠났다. 그는 소피아에 들러 배를 타고 다르다넬스 해협에 있는 영국 본부로 갔다. 터키에서 카이로, 이집트로 여행한 후 수에즈 운하를 따라 예멘 반도의 아덴으로 향했다. 아덴 항구에서 그는 인도양을 건너 심라로 갔다가 다시 이집트로 돌아왔다. 사이크스는 카이로 본부의 아랍국에서 보고를 받았다. 로이드, 허버트, 그리고 다른 이집트군 장교들이 그곳에 있었다. 밀른 치텀은 헨리 맥마흔 경으로 고등판무관이 교체되었고, 클레이턴과 스토스 비서관은 여전히 지원하고 있었다. 사이크스는 터키인과 시리아인을 흉내 내고 총참모부의 캐리커처를 그려 고등판무관을 즐겁게 했다. 그러나 사이크스는 또한 키치너에 의해 1915년 3월에 임명된 드 분센 위원회에 보고하는 사실 확인 임무를 수행하고 있었다.
1915년 7월 중순, 에미르 압둘라는 6개월 만에 마침내 침묵을 깨고 로널드 스토스 경이 그의 아버지 그랜드 샤리프에게 제시했던 제안에 답했다. 사이크스는 카이로를 떠나 시리아를 거쳐 여행했다. 1915년 12월 8일까지 그는 영국으로 돌아왔고, 토머스 에드워드 로런스도 만나 아랍 반란에 대한 지지를 얻었다. 로런스는 사이크스를 "설득력 없는 세계 운동의 상상력 풍부한 옹호자... 편견, 직관, 반쪽짜리 과학의 덩어리. 그의 아이디어는 외부에서 왔으며, 그는 건물의 스타일을 선택하기 전에 재료를 테스트할 인내심이 없었다.... 그는 몇 번의 붓질로 새로운 세상을 스케치할 것이지만, 스케일이 맞지 않아도 우리가 희망하는 것의 일부를 생생하게 보여줄 것이다"라고 불렀다. 로런스는 그를 좋은 친구라고 생각했지만, 지적으로는 믿을 수 없다고 여겼다. 거트루드 벨과 로런스는 사이크스에게 덜 호의적이었고, 아랍국에서 그가 가장 좋아하는 사람들도 아니었다. 사이크스는 민주적 진보를 회피하는 순수주의자로 남았고, 대신 불굴의 아랍 정신에 에너지를 투자했다. 그는 레반트 전통, 즉 상업 무역 제국의 옹호자였으며, 서구의 점진적인 현대화가 사막 왕국에는 전혀 적합하지 않다고 생각했다.
이는 시리아를 뒤집어 중동을 민족주의적 노선으로 재편하기 위한 알렉산드레타 계획을 의미했다. 12월 16일, 그는 오전 11시에 내각의 전쟁 위원회를 만났다. 다른 사람들도 참석했지만, 로이드 조지, 아서 밸푸어, H. H. 애스퀴스, 그리고 키치너만이 발언했다.
사이크스의 특별한 역할은 제1차 세계 대전에서 독일에 맞서 불균형한 노력을 부담하고 있는 영국의 가장 중요한 동맹국인 프랑스와 합의를 도출하는 것이었다. 그의 프랑스 측 상대는 프랑수아 조르주-피코였으며, 피코가 예상보다 더 나은 거래를 얻었다는 것이 일반적인 견해이다. (사이크스–피코 협정 참조.) 사이크스도 이를 느끼게 되었고, 이는 그를 괴롭혔다.

## 밸푸어 선언
1915년 12월 16일 늦은 아침, 마크 사이크스 경은 총리 애스퀴스에게 오스만 제국 상황에 대해 자문하기 위한 회의를 위해 다우닝 스트리트에 도착했다. 사이크스는 "전쟁 위원회에 대한 성명"을 발표했다. 지난 4년간 사이크스는 터키 문제에 대한 영국의 주요 전문가가 되었다. 1911년에 헐 지역의 보수당 국회의원으로 선출되었고, 1911년 11월에 한 그의 첫 연설은 중동과 북아프리카에 대한 영국의 외교 정책에 관한 것이었다. 사이크스는 중동 정책에 대한 그의 생각을 담은 지도와 세 쪽짜리 문서를 가져왔다.
칼리프의 마지막 유산에서 사이크스는 알레포와 다마스쿠스의 더러움과 비참함에 경악했다. 그는 문맹인 아랍인들을 위해 삼각자를 발명한 프랑스인들을 칭찬하면서도, 아랍인들이 여행할 수 있도록 철도를 건설한 독일의 기여는 간과했다. 사이크스는 사회적 비참함의 부정적인 측면을 강조했다. 사이크스는 튀르키예인들을 과소평가했지만 W. 크루크의 평가는 그가 수집한 사실들이 동방 문제 해결에 도움이 될 것이라고 추측했다. 화이트홀 전역에서 사이크스는 "미친 물라"로 알려지게 되었지만, 공동 내각 비서가 될 것이라는 소문이 돌자 그는 10번지로 소환되었다. 로이드 조지는 부패한 오스만인들을 혐오했고, 그들에게서 제국적 권력을 빼앗기를 기다릴 수 없었다. 반면 해군본부의 밸푸어는 유일하게 비전투적인 일원이었다. 사이크스는 시리아 문제를 프랑스와 가능한 한 빨리 해결해야 한다고 제안했다. 8월 16일, 사이크스가 선원 및 소방관 조합의 회비 납부 회원으로 스톡홀름 회의에 참석하고 있다고 보도되었지만, "그가 그들의 보증을 가지고 있다는 것은 알려질 수 없다"고 했다. 사이크스는 시종일관 모리스 행키와 연립 정부에 충성했다. 그는 내각 비서인 행키에게 모리스 장군이 총리와 헤이그에 대해 선동하는 것과 조지 5세가 전쟁에 참여하는 것을 비판하는 것에 대해 경고했다. 사이크스는 더 모닝 포스트의 편집자인 H. A. 그윈 주변에 로버트슨이 애스퀴스와 공모하여 이전 정부를 복원하려 한다는 소문이 돌고 있는 것에 대해 우려했다.
증거에 따르면 사이크스는 1917년 11월 2일에 발표된 밸푸어 선언을 내각에 촉진하는 데 일조했다. 사이크스는 유대인들이 세계 사건을 조작할 막강하고 사악한 힘을 가지고 있다고 확신했으며, 1916년 3월에는 "위대한 유대인들이 우리에게 반대한다면, 전쟁에서 이길 가능성은 전혀 없다. 이는 베를린에서는 낙관론, 런던에서는 침체, 불안을 의미한다"고 썼다. 3월에 그는 팔레스타인을 방문하여 하임 바이츠만을 만났고, 사이크스는 분명히 조건부로 시온주의의 대의에 전향했다. 1917년 11월 7일, 블라디미르 레닌이 이끄는 볼셰비키는 러시아 임시 정부를 전복시켰다. 사이크스는 볼셰비키 대부분이 유대인이라고 믿었고, 러시아를 전쟁에 계속 참여시키기 위한 최선의 방법은 영국이 친유대적인 제스처를 취하는 것이라고 생각했다. 밸푸어 선언은 다음과 같이 명시했다. "영국 국왕 폐하 정부는 팔레스타인에 유대 민족을 위한 민족 본향을 설립하는 것을 호의적으로 간주하며, 이 목표 달성을 촉진하기 위해 최선을 다할 것이며, 팔레스타인에 존재하는 비유대인 공동체의 시민적 및 종교적 권리를 침해할 수 있는 어떠한 행위도 해서는 안 된다는 점을 명확히 이해해야 한다..."
1918년 6월, 14사단은 팔레스타인에서 이탈리아로 이동하라는 명령을 받았다. 사이크스는 행키에게 참모본부가 그가 크리스마스까지 다마스쿠스가 아닌 가자에 있을 것으로 예상했다고 말했다. 피코가 언급했듯이 이슬람 병사들은 신뢰할 수 없었지만, 앨런비는 국경을 넘는 습격이 아랍인들을 화나게 한다고 말하는 어떠한 정치 장교의 조언도 받지 않았다.
사이크스는 1918년 후반부터 시온주의에 대한 자신의 견해를 바꾸기 시작했다. 외교관이자 사이크스의 전기 작가인 셰인 레슬리는 1923년에 다음과 같이 썼다.
전쟁 중 시온주의의 전도사였던 그는 성지에서 촉발된 극심한 쓰라림에 충격을 받고 파리로 돌아왔다. 상황은 그가 생각했던 시온주의의 개념을 넘어선 단계에 이르렀다. 팔레스타인으로의 마지막 여행은 많은 의구심을 불러일으켰고, 로마 방문으로도 해소되지 않았다. 그는 가스케 추기경에게 시온주의에 대한 자신의 견해 변화를 인정했으며, 빠르게 발생하고 있는 위험한 상황을 완화하고, 지도하고, 가능하면 구하기로 결심했다고 밝혔다. 죽음이 그에게 닥치지 않았더라면 너무 늦지 않았을 것이다."

## 사망과 가족
사이크스는 1919년 강화 협상과 관련하여 파리에 있었다. 회의에 참석한 젊은 외교관 해럴드 니컬슨은 사이크스의 사망 다음 날 일기에 다음과 같이 썼다. "...그의 끝없는 추진력과 인내심, 열정과 믿음 덕분에 아랍 민족주의와 시온주의는 우리 전쟁의 가장 성공적인 대의 중 두 가지가 되었습니다..."
그는 1919년 2월 16일 39세의 나이로 튀일리 정원 근처의 오텔 르 로티에서 스페인 독감 팬데믹의 희생자가 되어 사망했다. 그의 유해는 매장을 위해 가족의 집인 슬레드미어 하우스 (이스트라이딩오브요크셔주)로 운구되었다. 그는 로마 가톨릭교도였지만, 슬레드미어에 있는 지역 성공회 성모 마리아 교회 묘지에 묻혔다. 당시 파리에서 하임 바이츠만의 러시아 시온주의 동료였던 나훔 소콜로프는 그가 "...우리 편의 영웅으로 쓰러졌다"고 썼다.
그의 아들인 리처드 사이크스 경, 7대 준남작(1905–1978)이 작위를 계승했다. 또 다른 아들인 크리스토퍼 사이크스(1907–1986)는 저명한 작가이자 에벌린 워의 공식 전기 작가였다. 마크 경의 딸 중 한 명인 앤절라, 앤트림 백작부인(1911-1984)은 조각가이자 작가였으며 제8대 앤트림 백작과 결혼했다. 마크 경의 증손자로는 뉴욕을 기반으로 활동하는 패션 작가이자 소설가인 플럼 사이크스와 그녀의 쌍둥이 여동생인 루시 사이크스 (유언 렐리 부인), 그리고 그들의 오빠인 작가 토마스 (톰) 사이크스가 있다.
슬레드미어 하우스는 여전히 가족 소유이며, 마크 경의 장손인 태턴 사이크스 경, 8대 준남작이 현재 거주하고 있다. 또 다른 형제인 크리스토퍼 사이크스 또는 그의 아들이 결국 준남작 작위를 상속받을 것이다.

## 훈장과 문장
그는 복무 기간 동안 영국 훈장은 받지 못했지만, 러시아 제국으로부터 성 스타니스와프 훈장 사령관으로 임명되었고 루마니아의 별 훈장을 받았다.
틀:Emblem table

## 생물학 연구를 위한 발굴
2007년, 마크 사이크스 경이 사망한 지 88년 만에 모든 살아있는 후손들은 바이러스학자 존 옥스퍼드가 이끄는 과학 조사를 위해 그의 시신을 발굴하는 데 동의했다. 그의 유해는 2008년 9월 중순에 발굴되었다. 그의 유해는 납으로 안감 처리된 관에 묻혀 있었기 때문에 스페인 독감 바이러스 입자가 온전하게 보존되었을 가능성이 있다고 여겨져 관심 대상이 되었다. 채취된 모든 샘플은 미래의 인플루엔자 범유행에 대한 방어책을 개발하기 위한 연구에 사용될 예정이다. 스페인 독감 바이러스 자체는 H1N1이라는 조류 바이러스의 돌연변이를 통해 인간 감염을 일으켰다.
스페인 독감 바이러스의 현존하는 샘플은 다섯 개밖에 없다. 옥스퍼드 교수의 팀은 잘 보존된 시신을 찾을 것으로 예상했다. 그러나 관은 흙의 무게로 인해 갈라져 있었고, 시신은 심하게 부패한 상태였다. 그럼에도 불구하고, 폐와 뇌 조직 샘플은 관이 무덤에 그대로 놓여 있는 상태에서 갈라진 틈을 통해 채취되었다. 얼마 지나지 않아, 열린 무덤은 흙으로 다시 채워져 봉인되었다.

## 유산

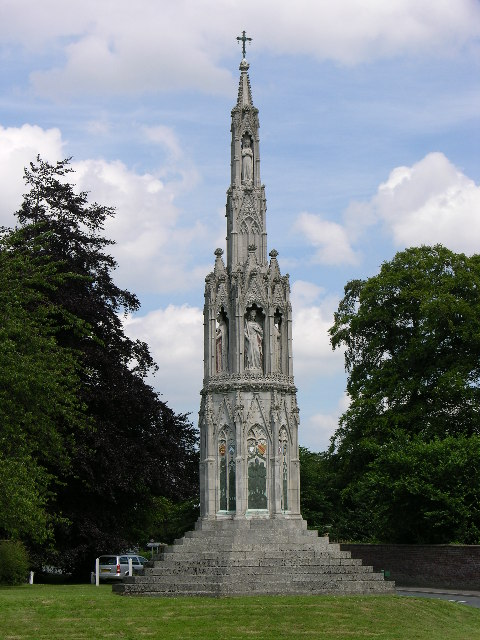
슬레드미어 십자가

사이크스는 영국의 중동 개입 역사에 관한 다큐멘터리 '밸푸어에서 블레어까지'의 주요 인물이다.
슬레드미어 십자가는 엘레노어 십자가의 형태를 띠고 있으며, 사이크스 경이 1919년 전쟁기념물로 개조한 진정한 폴리이다. 그는 친구들과 전쟁에서 전사한 지역 남성들을 기리기 위해 일련의 황동 초상화를 추가했다. 또한 자신을 십자군 갑옷을 입은 모습으로 황동 초상화를 새기고 'Laetare Jerusalem (예루살렘아, 기뻐하라)'이라는 비문을 새겼다.

사이크스는 또한 그가 1912년에 창설한 향토군 부대인 와고너스 특별 예비군(Wagoners Special Reserve)의 남성들을 기리기 위한 와고너스 기념비를 설계했는데, 이 부대는 요크셔 울즈 전역에서 온 농장 노동자와 소작인들로 구성되었으며, 전쟁 중 마차 운전병으로 복무할 예정이었다.

## 내용주
1. ↑  “Index entry”. 《FreeBMD》. ONS. 2016년 11월 20일에 확인함.
2. 1 2  〈Sykes, Sir Mark〉. 《옥스포드 영국 인명 사전》 온라인판. 옥스포드 대학교 출판부. doi:10.1093/ref:odnb/36394. (Subscription 또는 UK 공공도서관 회원 필수.)
3. ↑  Leslie, Mark Sykes, p.6
4. ↑  Fromkin, David (1989). 《모든 평화를 끝낼 평화》. New York: Owl Books. 146쪽. ISBN 978-0-8050-6884-9.
5. ↑  “The Caliphs' Last Heritage complete online text”. 2016년 3월 4일에 원본 문서에서 보존된 문서. 2014년 9월 11일에 확인함.
6. ↑  “The Caliphs' Last Heritage bibliographical information”.
7. ↑  Aubrey Herbert, a tribute to Sykes at his memorial service, SRO, HP DD/HER/53
8. ↑  “The Yorkshire Regiment, WW1 Remembrance”.
9. ↑  “No. 27422”. 《런던 가제트》. 1902년 4월 4일. 2282쪽.
10. ↑  “The War – Troops returning home”. 《The Times》 (36753) (London). 1902년 4월 28일. p. 8.
11. ↑  Army List
12. ↑  “Hull's WWI Hospitals and Charities”. 《Kingston upon Hull War Memorial 1914-1918》. 2021년 2월 26일. 2021년 8월 18일에 확인함.
13. ↑  pg 101, Appendix, Little Wars,
14. ↑  Schneer, p.45
15. ↑  Sykes to Herbert, spring 1915, SRO, HP, DD/HER/34
16. ↑  Meyer & Brysac 2008, 203쪽.
17. ↑  슈니어, 조나단.  밸푸어 선언: 아랍-이스라엘 분쟁의 기원. Random House Publishing Group, 2010, p.383
18. ↑  Easterly, William (2006). 《The White Man's Burden》. New York: Penguin. 238쪽. ISBN 978-1-1012-1812-9. A small sign of the artificiality of the Arab revolt is that Mark Sykes himself designed the flag of the Arabs as a combination of green, red, black, and white. Variations on this design are today the official flags of Jordan, Iraq, Syria, and the Palestinians.
19. ↑  Amery, Leopold, "My Political Life, Vol. II", pg. 92
20. ↑  T. E. Lawrence, Seven Pillars of Wisdom. Introduction. Foundations of Revolt. Chapter VI p. 17; 찰스 타운젠드, When God Made Hell: The British Invasion of Mesopotamia and the Creation of Iraq, 1914–1921, p. 263
21. ↑  E. Kedourie, England and the Middle East, chap.3; Townshend, p.267
22. 1 2 3  Barr, James. A Line in the Sand: Britain, France and the struggle that shaped the Middle East. Part One. "The Carve-up 1915–1919" 1. "Very Practical Politics". Simon and Schuster, 2011
23. ↑  TNA, FO 882/2, Sykes to Clayton, 28 December 1915;
24. ↑  N. N. E. Bray, Shifting Sands, (London 1934), pp. 66–7; Barr, A Line in the Sands
25. ↑  HC Deb 27 November 1911 vol 32 cc98-105
26. ↑  Edwin Pears, review of 'The Caliphs Last Heritage', EHR, vol.31, no.122 (April 1916), p.300
27. ↑  Review in 'Man' magazine, vol.17, (January 1917), p.24
28. ↑  "...마크 사이크스 경과 아메리가 나와 공동 비서가 될 것이라는 certain statements. 나는 즉시 사무국에 대한 공식 발표를 하고 싶었지만, 로이드 조지는 허락하지 않았다...." 모리스 행키 경, 일기, 1917년 1월 17일, I, p.352.
29. ↑  Hankey, Diary, 16 August 1917, p.427
30. ↑  Hankey, 8 May 1918, I, p.542
31. ↑  Balfour Declaration. (2007). In Encyclopædia Britannica.  Retrieved 12 August 2007, from Encyclopædia Britannica Online.
32. ↑  Levene 2011, 344쪽.
33. ↑  C P Scott, Diaries, pp.271-2
34. ↑  Levene 2011, 344-345쪽.
35. ↑  Hankey, Diary, I, p.563
36. ↑  Leslie 1923, 284쪽.
37. ↑  Walter Reid (2011년 9월 1일). 《Empire of Sand: How Britain Made the Middle East》. Birlinn. 44–쪽. ISBN 978-0-85790-080-7.
38. 1 2   영연방 전쟁 묘지 위원회 사상자 기록, 마크 사이크스 경. 이 기록에는 그의 다른 이름은 언급되어 있지 않다.
39. ↑  “Body exhumed in fight against flu”. 영국방송공사. 2008년 9월 16일. 2008년 9월 16일에 확인함.
40. ↑  BBC Four 다큐멘터리. In Search of Spanish Flu
41. ↑  “Balfour to Blair”. 《Aljazeera》. 2014년 8월 5일에 확인함.
42. ↑  Historic England. “Wagoners' Memorial (1161354)”. 《National Heritage List for England (NHLE)》. 2016년 3월 24일에 확인함.

## 더 읽어보기
- Adelson, Roger D. (1975). 《Mark Sykes: Portrait of an Amateur》. London: Jonathan Cape.
- Amery, Leopold (1953). 《My Political Life, Volume II, War and Peace (1914-1929)》. London: Hutchinson.
- Barr, James (2011). 《A Line in the Sand: Britain, France, and the Struggle that Shaped The Middle East》. London: Simon & Schuster.
- Berdine, Michael. (2018) Redrawing the Middle East: Sir Mark Sykes, Imperialism and the Sykes-Picot Agreement (I. B. Tauris, 2018).
- Capern, Amanda L. "Winston Churchill, Mark Sykes and the Dardanelles Campaign of 1915." Historical Research 71.174 (1998): 108–118.
- Daly, M.W. (1997). 《The Sirdar: Sir Reginald Wingate and the British Empire in the Middle East》. Philadelphia.
- Darwin, John (1981). 《Egypt and the Middle East Imperial Policy in the Aftermath of the War, 1918–22》. New York.
- Fitzgerald, Edward Peter. "France's Middle Eastern ambitions, the Sykes-Picot negotiations, and the oil fields of Mosul, 1915-1918." Journal of Modern History 66.4 (1994): 697–725. online
- Fisher, John (2002). 《Gentleman Spies: Intelligence Agents in the British Empire and Beyond》. Stroud.
- Fromkin, David (1990). 《모든 평화를 끝낼 평화》. New York: Avon Books.
- Kedourie, Elie (1976). 《England and the Middle East》. London.
- Levene, Mark (2011). 〈The 'Jewish Question' and its impact on International Affairs, 1914-39〉.   Frank McDonough. 《The Origins of the Second World War: An International Perspective》. London: Continuum.
- Leslie, Shane (1923). 《Mark Sykes: His Life and Letters》. London: Cassell and Company.
- 루이 마시뇽, Mark Sykes의 사망 애도 (영어), Opera minora. Textes recueillis, classés et présentés avec une bibliographie, Beyrout, 1963.
- Morris, Benny (2001). 《Righteous Victims》. New York: Vintage Books. ISBN 9780679744757.
- Meyer, Karl E.; Brysac, Shareen Blair (2008). 《Kingmakers: the Invention of the Modern Middle East》. New York: W. W. Norton.
- Schneer, Jonathan (2010). 《The Balfour Declaration: The Origins of the Arab-Israeli Conflict》. London: Bloomsbury.
- Sykes, Christopher Simon (2005). 《The Big House: The Story of a Country House and Its Family》. London: Harper Perennial.
- Sykes, Christopher Simon (2016). 《The Man Who Created the Middle East: A Story of Empire, Conflict and the Sykes-Picot Agreement》. London: William Collins.
- Townshend, Charles (2010). 《When God Made Hell: British invasion of Mesopotamia and the Creation of Iraq, 1914–1921》. Faber and Faber.
- Wallach, Janet (1999). 《Desert Queen》. New York: Anchor Books. ISBN 9780385495752.
- Wilson, Trevor, 편집. (1970). 《The Political Diaries of C.P.Scott 1911–1928》. London.